# Ruler Motor Car Company
Ruler Motor Car Company war ein US-amerikanischer Hersteller von Automobilen.

## Unternehmensgeschichte
Das Unternehmen wurde 1916 in Aurora in Illinois gegründet. Ende 1916 begann die Produktion von Automobilen des Modelljahrs 1917. Der Markenname lautete Ruler. 1917 endete die Produktion. Insgesamt entstanden nur wenige Fahrzeuge.

## Fahrzeuge
Die Besonderheit der Fahrzeuge war der Verzicht auf ein Fahrgestell. Ein Vierzylindermotor mit OHV-Ventilsteuerung trieb die Fahrzeuge an. Er war mit 17 PS angegeben. Der Radstand betrug 305 cm. Zur Wahl standen Roadster und Tourenwagen. Der Neupreis betrug einheitlich 595 US-Dollar.